# Nechaevskij rajon
Il Nechaevskij rajon (in russo Нехаевский район?) è un rajon dell'oblast' di Volgograd, in Russia, il cui capoluogo è Nechaevskaja. Istituito nel 1928, ricopre una superficie di 2.182 chilometri quadrati e nel 2021 ospitava una popolazione di circa 13.300 abitanti.